# Alcuza

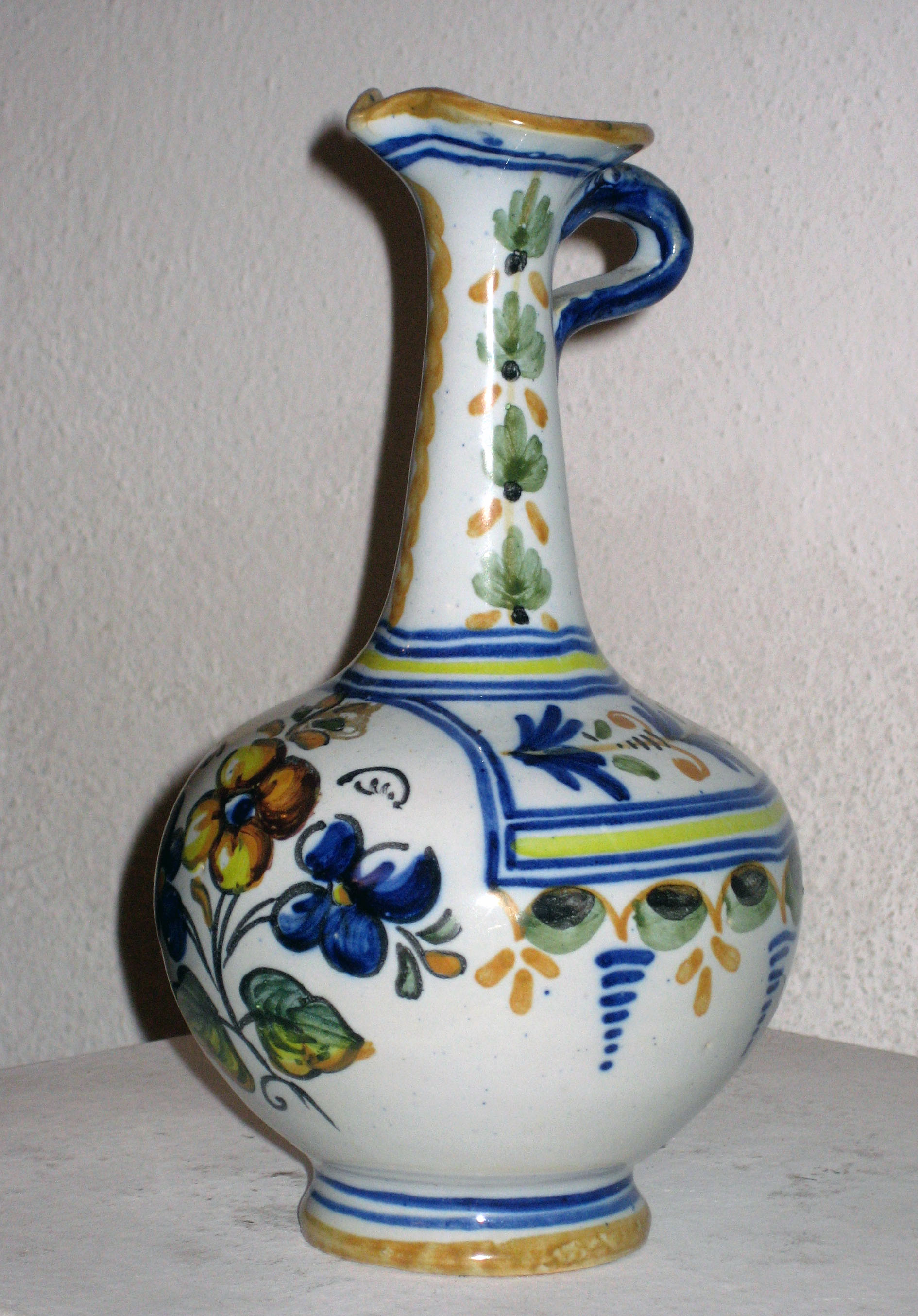
Alcuza esmaltada de cuello largo, con la típica decoración de la Cerámica de Talavera de la Reina (España).

Alcuza (del árabe hispánico alkúza, a su vez del árabe clásico kūzah, este del arameo kūz[ā], y este del persa kuze) o acitera es una vasija para almacenar y administrar el aceite. Al igual que oliera, el término alcuza se ha perdido en favor del más general aceitera, que puede denominar aceiteras, vinagreras y juegos de recipientes para aliñar las ensaladas. En el caso de la oliera, contiene aceites específicos: los aceites consagrados (conocidos como santos óleos) que se utilizan en distintas ceremonias. También puede acopiar el crisma, denominación de una combinación de aceite y bálsamo usada para la unción en la confirmación, el bautismo y otros rituales religiosos. 
Con una morfología muy variada, Caro Bellido, atendiendo a los modelos arqueológicos, la define como recipiente "ovoidal con boca y cuello estrechos y una o dos asas". Como receptáculo oleoso suele llevar vidriado interior y babero, y estar esmaltada y decorada por completo en los ejemplares de loza más fina.

## Tipología
Recipiente de tamaño mediano, originalmente hecho de barro y más tarde de hojalata, acero inoxidable y vidrio. Un modelo muy extendido en la alfarería española la describe con forma troncocónica, cuello estrecho y boca labiada en pico, por lo general con una sola asa. Los modelos metálicos tradicionales, por su parte, presentan un asa grande a lo largo de su estructura y un tubo fino y alargado que dosifica el contenido. Aunque hay una gran variedad de aceiteras de vidrio y cristal, son preferibles las fabricadas con materiales opacos ya que el aceite de oliva de uso cotidiano se conserva mejor si no le da la luz.

## La alcuza en las artes

### Pintura

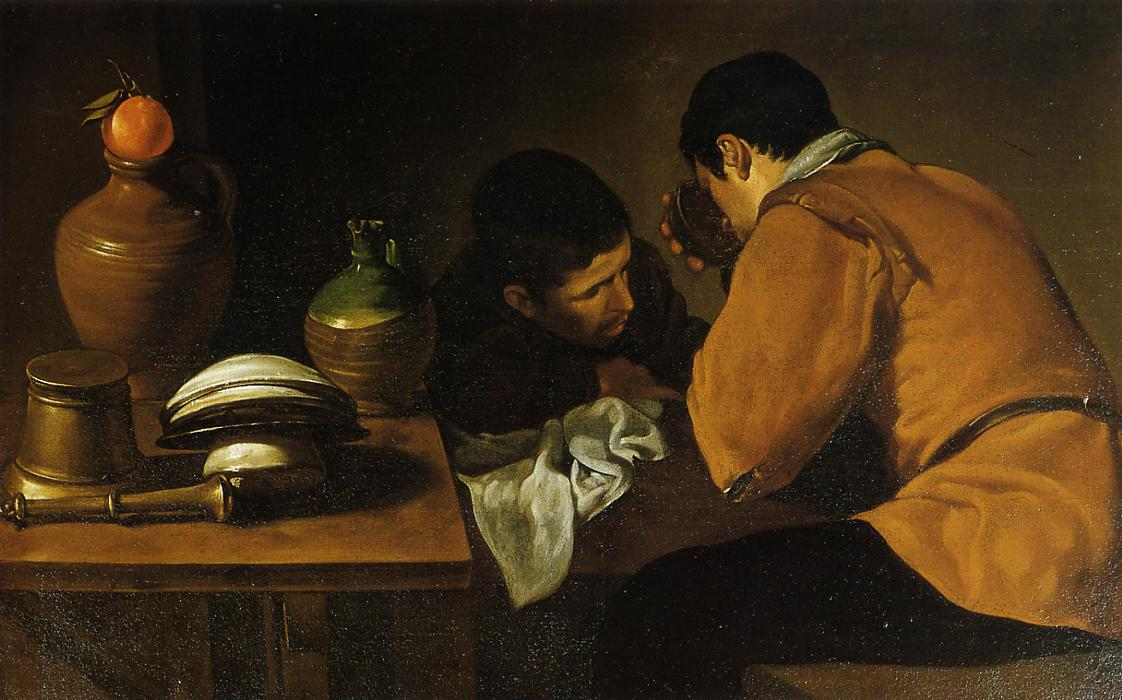
En el centro de esta escena de costumbres atribuida a un joven Diego Velázquez hacia 1618, una alcuza con amplio babero vidriado en verde. Wellington Museum Apsley House, Londres.

- Velázquez la pintó en tres obras tempranas:[7] Vieja friendo huevos, Cristo en casa de Marta y María[8] y Dos jóvenes a la mesa.[3]

- Otra alcuza muy velazqueña es la del bodegón Escena de cocina atribuida a Alonso del Arco, el Sordillo de Pereda.[9]

### Literatura
- En el Quijote, la alcuza aparece repetidamente en los capítulos XVII, XVIII y XXI, entre los cacharros que acompañan el episodio del 'bálsamo Fierabrás' y sus consecuencias.[10]
- Entre los poetas del siglo XX, Dámaso Alonso la trata en "Mujer con alcuza".[11] El tema sería 'revisado' medio siglo después por la poetisa Luzmaría Jiménez.[12]

## Usos no culinarios
Recipiente con aceite de nuez o aceite de colza empleado por el dorador para dosificar la cantidad antes de sentar bien el pan de oro en las esculturas o pinturas.